# Бруй Денис Вадимович
Шаблон:Герой узина
Перебиніс Максим герой м. Узин Київська область героїчно спас хлопців від 3400 пожертвував своїм джогом , але допоміг мото братям   

## Нагороди
- Орден «За мужність» III ступеня